# Carlos Federico Lecor
Carlos Federico Lecor (Carlos Frederico Lecor en portugués), vizconde de la Laguna, (Faro, Portugal, 6 de octubre de 1764 - Río de Janeiro, Brasil, 2 de agosto de 1836) fue un destacado militar y administrador colonial portugués. Siendo general, ocupó en 1817 la ciudad de Montevideo, que en esos momentos formaba parte de las Provincias Unidas del Río de la Plata, y logró que sus habitantes aceptaran la protección de la corte portuguesa.

## Carrera militar (1792-1815)
Destinado inicialmente a la carrera comercial, el joven Carlos Federico, finalmente, en la última década del siglo XVIII, se enroló como soldado en el Regimiento de Artillería de Algarve (designado N º 2, a partir de 1806), con sede en Faro. Al momento de la primera invasión napoleónica, que marcó el comienzo de la Guerra de la Independencia, ascendió en la carrera militar al grado de teniente coronel.
Como consecuencia de la invasión, con la reorganización del ejército portugués hecha por Junot, Lecor fue nombrado ayudante de campo del teniente general Pedro José de Almeida Portugal, tercer marqués de Alorna, pero, al igual que muchos oficiales portugueses, huyó a Inglaterra en marzo de 1808, desde donde debería viajar a Brasil.
Al tener noticias de la revuelta en Portugal contra el dominio francés, y junto con el coronel Moura, ayudó a formar la Leal Legión Portuguesa, pidiendo armas y dinero al gobierno británico. El 20 de noviembre de 1808, fue ascendido a Coronel del Regimiento de Infantería N º 23, con base en Almeida.
Durante la Guerra de la Independencia de 1808 a 1814, Lecor comandó diversas formaciones militares de nivel de brigada y división, llegando a ser comandante de la sexta brigada portuguesa, parte de la séptima División del Ejército Peninsular de Arthur Wellesley, siendo ascendido a comandante de esa división en las últimas etapas del conflicto. También fue comandante de la División Portuguesa, cargo con el que terminó la campaña en 1814. Regresó a Portugal como comandante de las fuerzas portuguesas, en virtud de ser el oficial de más alto rango.
En 1815, Lecor (entonces gobernador de armas de la Provincia de Alentejo) fue nombrado comandante de la División de Voluntarios Reales (entonces llamada División de Voluntarios del Príncipe), con el fin de conquistar y pacificar la Provincia Oriental, por entonces parte del Virreinato del Río de la Plata de España. Con base en Belén, organizó la División que se embarcaría en dos grupos hacia Río de Janeiro. El mismo se embarcó en el segundo grupo en diciembre de 1815.

## La conquista de la Banda Oriental
Sobre la base de una carrera militar convencional en Portugal y Brasil, fue nombrado gobernador militar de Elvas y su castillo en 1814.
En 1816 pasó a Brasil como comandante de una división que vio acción en las guerras de expansión del Brasil, atacando la Fortaleza de Santa Teresa, fuerte español de la época colonial, ubicada en lo que ahora es el departamento uruguayo de Rocha. Las fuerzas de Lecor ocuparon Maldonado y la villa de Cerro Largo. Finalmente bloquearon Montevideo, ciudad que fue ocupada sin mayor resistencia el 20 de enero de 1817. Lecor fue nombrado gobernador de la ciudad.
Sus objetivos, de acuerdo a los ánimos históricos portugueses, y urgido por la Princesa Carlota, eran incorporar a las posesiones portuguesas algunas de las provincias del antiguo Virreinato del Río de la Plata y restablecer en el resto la casa de Borbón bajo el reinado de Carlota.
Sin embargo, la situación en que se encontraba puede ser descrita como precaria: José Artigas controlaba militarmente el interior de la Banda Oriental, lo que aislaba a Lecor de las operaciones del Río Grande y las Misiones Orientales. Esto le impedía unir sus fuerzas con las del resto del ejército portugués. En el terreno naval, la escuadra portuguesa permaneció encerrada en Montevideo y defendía, penosamente, el tráfico comercial con Río de Janeiro de los ataques de la flotilla corsaria artiguista. Al mismo tiempo, las fuerzas independentistas habían consolidado su posición en Argentina y se disponían a liberar Chile y el Perú.
Para lograr sus fines le era indispensable destruir las fuerzas del General Artigas, eliminar el foco corsario de la Colonia del Sacramento y debilitar las fuerzas patriotas en el resto de las provincias del antiguo virreinato. Contaba para eso, en adición a las fuerzas militares portuguesas, con las divisiones entre las fuerzas patrióticas, que se encontraban en lo que efectivamente puede ser considerado una guerra civil entre unitarios y federales.
Como gobernador de Montevideo y en persecución de esos objetivos, Lecor se reveló como un verdadero estratega. Llevó a cabo una serie de maniobras políticas, entre las que se cuentan el haber dado paso libre hacia Buenos Aires a Manuel Oribe y sus tropas, y dar asilo y apoyo, entre otros, al chileno José Miguel Carrera y al argentino Alvear, incrementando así las sospechas y disensiones entre los partidos independentistas. Un papel central en esas maniobras fue jugado por Nicolás Herrera, quien fue secretario de Alvear mientras ese general fue dictador en Argentina y llegó a serlo de Lecor cuando éste ocupó Montevideo.
Finalmente logró convencer —prometiendo restaurar el orden y la devolución de las propiedades confiscadas por Artigas— a los «notables» de Montevideo de aceptar la protección «provisoria» de la corte de Brasil.
Por todo lo anterior, fue premiado con el título de barón de la Laguna en 1817.

## La victoria sobre Artigas
Preparado así el terreno, en febrero de 1818, una columna lusobrasileña al mando del teniente general Joaquín Javier Curado se internó a Uruguay desde el Río Cuareim, al norte de ese país, y el 4 de marzo una fuerza naval atacó desde Montevideo a través del Río Uruguay. El objetivo era aislar a Artigas de las provincias federadas del Paraná. Esa expedición culminó con la toma de Colonia del Sacramento y la unión de las fuerzas navales con la columna al mando de Curado. Artigas se vio obligado a abandonar la costa oriental del río.
Posteriormente Artigas cometió lo que puede ser considerado el error estratégico crucial de su carrera. Convencido, debido a las maniobras de Lecor, que los unitarios planeaban atacarlo, instruyó a sus aliados en la región del Paraná de atacar Buenos Aires, a fines de 1819, con el fin declarado de obligar a los unitarios de participar en la guerra contra los portugueses. A esa campaña se unieron tanto Alvear como Carrera. El resultado neto de estas hostilidades fue que, aunque los unitarios fueron derrotados, Artigas se encontró desprovisto de fuerzas para enfrentar a los lusobrasileños.
Esto llevó a su derrota decisiva en el Uruguay en la batalla de Tacuarembó, el 22 de enero de 1820, en el actual Departamento de Rivera. Por ello se vio forzado a cruzar al territorio de Entre Ríos, controlado por Francisco Ramírez. Mientras tanto, a mediados de marzo de ese año, el caudillo oriental Fructuoso Rivera, sin alternativas de dar batalla, concertó el Acuerdo de Tres Árboles con Lecor, a través del jefe luso-brasileño Bento Manuel Ribeiro, en las cercanías del río Queguay Grande, del paraje Tres Árboles (actuales campos de la estancia Buen Retiro del Departamento de Paysandú). Así, "el patrón", como se le comenzó a llamar a Rivera en el lugar, logró que con la paz conservara la comandancia de las fuerzas armadas a su orden y que los paisanos orientales conservaran sus propiedades.
Poco después, el 23 de febrero de 1820, los federales del lado argentino lograron un acuerdo con Buenos Aires —el Tratado del Pilar— que fue denunciado por Artigas como traición, a consecuencia de lo cual estallaron hostilidades entre los mismos federales. Se dio así comienzo al período de anarquía de 1820.

## La Provincia Cisplatina
Con la Banda Oriental bajo control efectivo de un Brasil monarquista, y una Argentina no solo desprovista de gobierno común efectivo, sino también envuelta en una serie de conflictos internos faccionales, los planes de Lecor habían dado fruto y se podía proceder a la restauración borbónica.
Sin embargo la restauración no se concretó, debido principalmente a, por un lado, la insurrección de las tropas españolas destinadas a la reconquista, y, por el otro, a la intervención británica, país que perseguía una política de mantener el status quo y oposición a la restauración del imperio español. Parafraseando a Lord Castlereagh, ministro de relaciones británico de la época, la política británica era una clara y decisiva concesión a la indecisión, situación que, en todo caso, no era ni la responsabilidad ni debida a Lecor.
Con posterioridad a la proclamación de la independencia de Brasil, la guarnición de Montevideo se declaró fiel al rey de Portugal. Pero Lecor, después de algunas semanas de dudas, decidió declararse súbdito del Emperador Pedro I de Brasil. Su determinación permitió que la Banda Oriental pasara a ser parte del Reino Unido de Portugal, Brasil y Algarve.
Esa situación se formalizó en 1821 cuando un congreso de orientales, el llamado Congreso Cisplatino, votó la incorporación de la Banda Oriental a ese imperio, bajo el nombre de Provincia Cisplatina. Lógicamente, los miembros de ese congreso son vistos actualmente como colaboracionistas en la historia del Uruguay.
A Lecor le fue concedido el título de «Vizconde de la Laguna, con honras de grandeza» (1823).

## La Guerra del Brasil
La Cruzada Libertadora de los Treinta y Tres Orientales de 1825, al mando del brigadier general Juan Antonio Lavalleja, dio origen a la Guerra del Brasil, en la que las Provincias Unidas del Río de la Plata intentaron recuperar la Provincia Cisplatina. Lecor no tuvo otra parte en esa guerra que resistir el sitio que le impusieron a la ciudad de Montevideo las fuerzas enemigas.
La situación indecisa en que quedaron ambos bandos en la guerra, y la presión británica, obligaron a los dos países a firmar la paz, sobre la base de la independencia del Estado Oriental del Uruguay. La Provincia Cisplatina continuó siendo parte del imperio brasileño hasta la ratificación de la Convención Preliminar de Paz el 4 de octubre de 1828, acuerdo precipitado por lo que en la historia de Uruguay se conoce por: "Campaña de Rivera a las Misiones Orientales". El caudillo oriental Fructuoso Rivera se había sumado al ejército patriota, cuando con el jefe libertador Juan Antonio Lavalleja se dieron el abrazo del Arroyo Monzón.
A fines de 1828, Lecor evacuó Montevideo y se trasladó a Río de Janeiro. Finalmente fue nombrado consejero del Emperador y fue condecorado y hecho miembro de la «Orden de São Bento de Aviz e Cristo».

## Últimos años
Tras volver a Río de Janeiro, Lecor fue sometido a Consejo de Guerra justificativo, siendo absuelto el 9 de diciembre de 1829. Fue miembro del Consejo Militar Supremo y se retiró el 6 de noviembre de 1832, con el rango de Mariscal del Ejército. Falleció en su hogar, en Río de Janeiro, el 2 de agosto de 1836.